# Heißwasser
Heißwasser (auch: überhitztes Wasser) bezeichnet in der Wärmetechnik flüssiges Wasser bei einer Temperatur von 110 °C oder mehr. Durch den entsprechenden Druck, der höher sein muss als der Sattdampfdruck, wird das Sieden verhindert und das Wasser liegt in flüssiger Form vor. In der Umgangssprache wird nicht immer klar zwischen Heißwasser und Warmwasser unterschieden. Die Definition von Heißwasser hat eine wichtige rechtliche Bedeutung, da Anlagen für „Heißwasser mit einer Temperatur von mehr als 110 °C“ in Europa der Druckgeräterichtlinie entsprechen müssen.

## Verwendung
Heißwasser wird z. B. in Fernheizanlagen für Städte oder für den Transport von Prozesswärme in Industrieanlagen verwendet.